# Clytus pacificus
Clytus pacificus là một loài bọ cánh cứng trong họ Cerambycidae.